# Шпиця Володимир Григорович

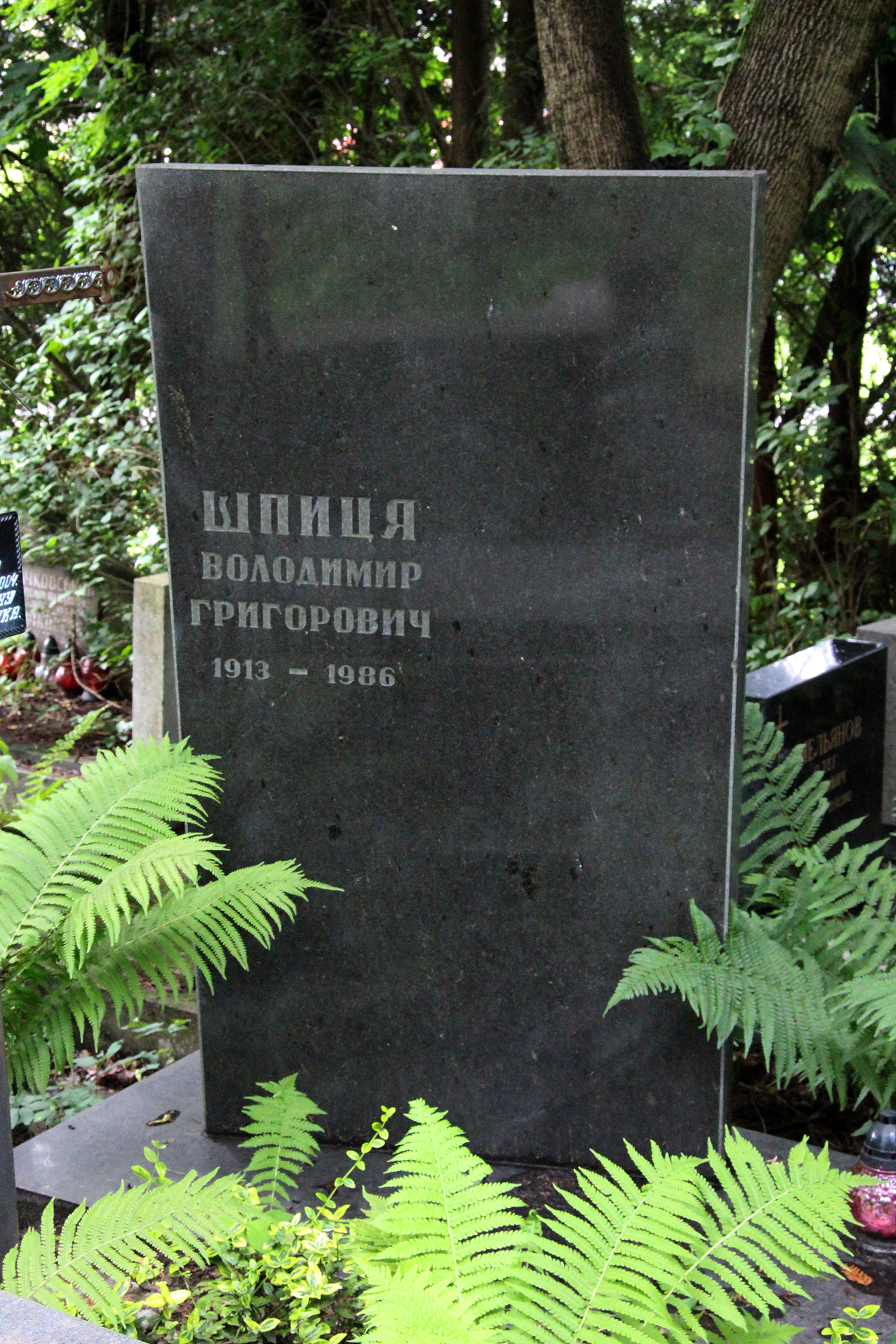

Володи́мир Григо́рович Шпиця (17 червня 1913, Вовчанськ, Харківської губернії — 24 січня 1986, Львів) — радянський український науковець, кандидат технічних наук (1951), доцент (1952), ректор Українського поліграфічного інституту ім. Івана Федорова (1952–1973)

## Біографія
Народився 1913 р. у місті Вовчанську Харківської губернії в родині вчителів. Після завершення семирічки у рідному місті навчався у Харківському машинобудівельному та конструкторському технікумі, який закінчив у 1932 р. Ще до завершення навчання став працювати конструктором у різних проектних організаціях Харкова: УкрНДІ промтранспорту, Укрцемпроект, «Укргипроогнеупори», харківська контора «Стальпромеханізація».

## Наукова та викладацька діяльність
1931 року вступає на другий курс механічного факультету Харківського інженерно-педагогічного інституту, який закінчив у 1934 р. та убув залишений на навчання в аспірантурі. Цього ж року скерований на роботу до Куйбишевського індустріального інституту ім. В. В. Куйбишева, де викладав на кафедрі деталей машин та вантажопідйомних механізмів, за сумісництвом працював заступником декана, деканом факультету, а потім ученим секретарем інституту.
З початком Великої Вітчизняної війни мобілізований до Робітничо-селянської Червоної армії, з серпня 1941 р. — курсант Орських курсів військових перекладачів Південно-Уральського військового округу, а з лютого 1942 р. — слухач Військового інституту іноземних мов Робітничо-Селянської Червоної Армії. У січні 1943 р. скерований у Центральний штаб партизанського руху, в березні цього ж року переведений на службу до Українського штабу партизанського руху в Житомирську область — у з'єднання партизанських загонів під командуванням О. М. Сабурова на посаду командира спеціальної технічної розвідгрупи. Вже у жовтні 1943 р. В. Г. Шпіца був призначений заступником командира партизанського загону ім. Кармелюка з розвідки Кам'янець-Подільського з'єднання під командуванням А. З. Одухи, а з грудня 1943 р. В. Г. Шпіца — заступник командира з'єднання з розвідки. На цій посаді перебував до розформування з'єднання.
У серпні 1944 призначений директором Чернівецького індустріального технікуму. З серпня 1946 переведений на роботу до Українського поліграфічного інституту старшим викладачем кафедри деталей машин. У 1950 був прикомандирований у річну аспірантуру при Одеському політехнічному інституті, де 1951 року захистив дисертаційну роботу «Вопросы ударной прочности болтов» на здобуття наукового ступеня кандидата технічних наук. Цього ж року Володимира Григоровича призначають на посаду доцента та доручають керівництво кафедрою деталей машин УПІ. З серпня 1952 — директор УПІ ім. Івана Федорова, у вересні — ВАК затвердив його у званні доцента по кафедрі деталей машин. У цьому ж 1952 у Куйбишевському індустріальному інституті побачив світ навчальний посібник В. Г. Шпиці «В. Г. Шпица. Примерный расчет ленточно-колодочно-ременного вариатора».
На посаді директора (ректора) інституту та завідувача кафедри доцент Шпиця пропрацював більше двадцяти років — до виходу на пенсію у 1973. Протягом його ректорства в інституті було організовано п'ять нових факультетів: заочний, київський вечірній, львівський та хмельницький загальнотехнічні, підвищення кваліфікації, а також підготовче відділення, розпочато видання республіканського міжвідомчого науково-технічного збірника «Поліграфія і видавнича справа».
Після виходу на пенсію і до самої смерті (у 1986) продовжував викладати на кафедрі деталей машин.
Помер у Львові, похований на Личаківському кладовищі, поле № 86.

## Політична та громадська діяльність
Обирався депутатом Львівської міської та Ленінської районної Ради депутатів трудящих, членом Львівського міського, Ленінського та Шевченківського районних комітетів КП України.

## Нагороди та відзнаки
Нагороджений орденами:
- Леніна,
- Червоного Прапора,
- Вітчизняної війни І ступеня,
- Трудового Червоного Прапора,
- «Знак Почета»

Медалями
- «За трудовое отличие»,
- «Партизану Отечественной войны» І ступеня

Інші відзнаки:
- Почесна грамота Президії Верховної Ради УРСР,
- Грамота Президії Верховної Ради УРСР,
- звання «Заслужений працівник вищої школи УРСР».